# Raffaele Nigro
Raffaele Nigro (né le 9 novembre 1947 à Melfi) est un écrivain et un journaliste italien.

## Biographie
Originaire de la Basilicate, Raffaele Nigro vit et travaille à Bari. Spécialiste de la culture du Sud italien, en particulier de Basilicate, des Pouilles et de Campanie, son œuvre a été traduite à ce jour en une dizaine de langues. Il est aussi rédacteur en chef de la Rai à Bari.

## Œuvres principales

### Italien
- Basilicata tra Umanesimo e Barocco. Testi e documenti (1981)
- La metafisica come scienza (1984)
- Hohenstaufen (1985)
- I fuochi del Basento (1987)
- La baronessa dell’Olivento (1989)
- Il piantatore di lune (1991)
- Ombre sull’Ofanto (1992)
- Dio di levante (1994)
- Adriatico (1998)

### Français
- Les Feux du Basento (1989)
- La Baronne de l’Olivento (1996)